# Чепље (Литија)
Чепље (словен. Čeplje) је насељено место у општини Литија, Засавска регија, Словенија.

## Историја
До територијалне реорганизације у Словенији било је у саставу старе општине Литија.

## Становништво
У попису становништва из 2011. године, Чепље је имало 13 становника.
| Број становника према пописима | Број становника према пописима | Број становника према пописима |
| ------------------------------ | ------------------------------ | ------------------------------ |
| 1991                           | 2002                           | 2011                           |
| 19                             | 17                             | 13                             |

Напомена: Године 1995. смањена за део насеља од којег је са издвојеним деловима Превале, Прежењске Њиве и Сподње Јелење настало ново самостално насеље Бистрица.